# Италијански бојни брод Амираљо ди Сен Бон
Амираљо ди Сен Бон (итал. Ammiraglio di Saint Bon, адмирал за време Вишке битке) је био италијански бојни брод класе Емануеле Филиберто. Поринут је у Венецији 1897. године.
Брод је отписан и исечен 1920. године.